# Credibilidade jornalistica
A credibilidade jornalística é uma característica elementar e definidora para o Jornalismo. Capital social e simbólico essencial à atividade do jornalista, em qualquer uma das mídias existentes, a credibilidade foi sendo consolidada a partir da relação de confiança estabelecida entre a sociedade e os veículos jornalísticos, sendo, ainda hoje,  reconhecida como  uma virtude quase que naturalmente conferida a esse fazer profissional. As origens da atribuição de credibilidade ao jornalismo derivam dos primórdios do ofício, quando a atividade, que se profissionalizava cada vez mais, buscava atender aos ideais do Iluminismo, no final do século XVIII.
O nascimento do termo credibilidade, no entanto, é anterior à formação do conceito de credibilidade jornalística e não há consenso quanto à sua etimologia. Dicionaristas como José Pedro Machado  defendem que o termo advém da palavra credibilitate, em latim escolástico. No entanto, de acordo com os dicionários Houaiss  e Aulete, a palavra credibilidade origina-se de credibilitas, em latim tardio. Independentemente da origem etimológica da palavra, Cândida de Oliveira   defende que a definição de credibilidade “em ambos os casos, significa a qualidade ou característica de quem ou de algo que merece crédito, que é confiável, tendo, portanto, relação com confiabilidade”. Ainda conforme Oliveira, a palavra credibilidade está vinculada àquilo em que “se pode crer (credere), que é verossímil (verisimiles)”.

## História

### Origem filosófica da credibilidade
Para melhor compreender o significado e os sentidos atribuídos ao termo credibilidade, é preciso fazer menção à Grécia antiga e recuperar conhecimentos atinentes à filosofia. Aristóteles (384-322 a.C.), ao propor a definição da palavra retórica, é quem primeiro a relacionou à credibilidade. Na visão do filósofo grego, para definir conceitualmente o termo retórica, é preciso considerar três instâncias presentes no discurso: Ethos, Pathos e Logos. Cada uma possui suas especificidades e está presente nos diferentes discursos, mas é o ethos que exerce maior poder de persuasão entre essas três instâncias. Assim, a retórica se vincula à definição de credibilidade porque, dentre outros fatores, é a partir da maneira como o texto é apresentado que se sustenta a relação de confiança entre os interlocutores.

### A credibilidade jornalística e o contrato de comunicação
O jornalismo é um tipo de discurso inserido em um sistema de mídia. Fazem parte desse sistema de mídia, além dos jornalistas profissionais, também o público e é a partir da relação de confiança existente entre esses agentes (jornalistas e público) que serão estabelecidas ou não, as condições para que a credibilidade seja atribuída às produções jornalísticas (reportagens, entrevistas, etc.). As atividades que os jornalistas desenvolvem em suas rotinas produtivas tomam como base (ou, pelo menos, deveriam) um conjunto de procedimentos de ordem ética, os chamados princípios deontológicos, e também técnicos, com habilidades diretamente vinculadas a esse conhecimento perito, especializado, no entendimento de Anthony Giddens.
Em linhas gerais, é possível comparar a relação da credibilidade no trato com a informação e o público com a definição do que vem a ser o fair play nas práticas desportivas, ou seja, a consecução de atividades comprometidas com uma postura ética. As representações sociais em torno da credibilidade jornalística fazem com que a relação entre jornalistas e público seja calcada em um pressuposto, o da confiança entre esses dois polos do processo informativo. Nesse contexto, o que se pactua é um compromisso com a verdade em torno dos fatos e acontecimentos reportados pelo jornalista. Trata-se do chamado contrato de comunicação, tipificado pelo pesquisador Patrick Charaudeau. Em termos semelhantes, Eliseo Verón apresenta o conceito contrato de leitura.
Pensando na aplicação e uso do conceito de contrato de comunicação ao jornalismo, Marcia Benetti  entende que a relação entre credibilidade e verdade é orgânica e estruturante do gênero jornalístico. Para a pesquisadora do Programa de Pós-Graduação em Comunicação e Informação da UFRGS, “os procedimentos que asseguram os efeitos de verdade são legítimos para o jornalismo porque estão baseados em estratégias que buscam a confiabilidade, sob pena de ruptura do contrato de comunicação”.

### A credibilidade jornalística no século XXI
Dentro da cultura profissional jornalística, a credibilidade é um dos valores mais caros, pois ela auxilia na conformação do ethos jornalístico. Para Francisco José Cartilhos Karam, noções como a de credibilidade jornalística “representam selos que qualificam o jornalismo e, por isso, devem ser mantidos como norteadores da conduta cotidiana dos profissionais e instituições que atuam no jornalismo”. Em outros termos, a credibilidade jornalística é uma espécie de chancela que atesta o pacto de confiança estabelecido entre os jornalistas e o público. 
Essa credibilidade, no entanto, vem sendo transformada ao longo do tempo e, na contemporaneidade, passa por um momento considerado como de crise  (tanto para o jornalismo como também para outras profissões). Nesse sentido, é preciso buscar adaptação frente à quebra de barreiras gerada pela inserção e do uso de recursos tecnológicos que antes não existiam ou tinham acesso limitado a grupos minoritários. Essa situação de crise em torno da credibilidade jornalística pode estar ligada tanto à qualidade precária do trabalho realizado por muitos dos profissionais quanto a um elemento novo: o acesso mais facilitado do público a diferentes plataformas e dispositivos de informação e comunicação. Hoje, o indivíduo não fica mais restrito ao papel de mero espectador dos processos comunicativos, cenário anterior em que a circulação das informações seguia uma ordem exclusivamente vertical (referida em Teoria da Comunicação com o esquema clássico da transmissão da informação: emissor – mensagem/código – receptor). Atualmente, o antigo receptor da informação pode atuar como um protagonista na arena informativa, na qual é possível visualizar um processo de troca e compartilhamento de informações muito mais horizontalizado.
A circulação das informações no ambiente social, ao não depender apenas da mediação feita pelo jornalismo, pode ser objeto de ruídos, boatos e falácias que contaminam e repercutem nesse mesmo ambiente. Identifica-se que, com o acesso quase integral à informação, considerável parcela do público se submete ao fetichismo da tecnologia. Nesse contexto, impera a lógica do fortalecimento do consumo com vistas a preencher um agudo sentimento de incompletude dos indivíduos na pós-modernidade, momento que para Zygmunt Bauman se caracteriza como o da modernidade líquida.

### Credibilidade jornalística versus notícias fraudulentas
Nos dias de hoje uma ameaça ou oportunidade, dependendo do ponto de vista, se apresentam ao jornalismo e sua credibilidade: a profusão de notícias falsas, as chamadas fake news. O jornalista e professor Carlos Eduardo Lins da Silva se refere a elas como notícias fraudulentas, pois entende que nesse tipo de informação é possível identificar a intenção de enganar a partir do uso de recursos da linguagem jornalística, o que gera imprecisão informativa. Mesmo não sendo algo inédito na história da humanidade, as notícias falsas ganharam potencial de profusão muito mais acentuado com a internet e as redes sociais digitais.
Na tentativa de combater ou, pelo menos, minimizar os efeitos das notícias fraudulentas no ambiente social, foram criados mecanismos de verificação quanto à veracidade das informações em várias partes do mundo. A partir dos Estados Unidos, por exemplo, foi instituído The Trust Project, iniciativa também presente no Brasil a partir de uma parceria institucional com a Associação Brasileira de Jornalismo Investigativo (ABRAJI). Participam do projeto, em âmbito nacional, a Universidade Estadual Paulista Júlio de Mesquita Filho – UMESP, o Instituto para o desenvolvimento do jornalismo – PROJOR e a Santa Clara University. O Google  atua como patrocinador do consórcio de mídia e o Facebook no patrocínio da educação midiática. Fazem parte do Projeto Credibilidade, no Brasil, 17 diferentes lideranças e entidades: Mural – Agência de jornalismo de periferia, Época, Gazeta do Povo, Poder360, Valor Econômico, agência LUPA (primeira agência de fact-checking do Brasil), Folha de S. Pauloref>http://www.folha.uol.com.br/</ref>, Nexo, Nova escola, O Povo, Revista Piauí, Estadão, Jornal da Cidade, Jornal Jundiaí, O Globo , portal UOL, Zero Hora. 
Além dessa iniciativa há outras, como a Prova Real, da NSC Comunicação, de Santa Catarina, cujo mote de atuação é a checagem e o desmascaramento de fatos que estejam em circulação na sociedade e sobre cuja veracidade haja dúvidas. Em junho de 2018 também foi lançado o blog Estadão Verifica, que traz como slogan “Checagem de fatos e desmonte de boatos”. Outras iniciativas de checagem existentes no Brasil são a plataforma Aos Fatos, o projeto Truco, vinculado à Agencia de Jornalismo Investigativo Pública e também o Filtro Fact-Checking, iniciativa pioneira no segmento e sediada no Rio Grande do Sul. No final do mês de julho, a todas essas iniciativas somou-se o Comprova, projeto que reúne 24 veículos de comunicação brasileiros de perfil comercial para verificar notícias, fotos e vídeos suspeitos na campanha eleitoral de 2018. O projeto, também coordenado pela Abraji, passa a operar em 06 de agosto e afirma ter como princípios orientadores: rigor, integridade e imparcialidade, transparência e responsabilidade ética.